# Bataille de Little Muddy Creek
Guerre des Black Hills
Batailles
Guerre des Black Hills :
- Big Horn Expedition (en)
- Powder
- Prairie Dog Creek (en)
- Rosebud Creek
- Little Bighorn
- Warbonnet Creek
- Slim Buttes
- Cedar Creek
- Dull Knife
- Wolf Mountain (en)
- Little Muddy Creek

La bataille de Little Muddy Creek, également connue sous le nom de bataille de Lame Deer, est l'attaque d'un campement de Miniconjous et de Cheyennes par des troupes de la US Army le 7 mai 1877 dans le Territoire du Montana.